# Výpustní trouba
Výpustní trouba je odvodňovací kanál, kterým protéká voda vypouštěná z vodní nádrže v místech výpustě.
Klasické výpustní trouby jsou dřevěné, vyrobené z vydlabaných kmenů stromu, který má tvrdé dřevo (jedle, dub). Takové trouby se skládají ze dvou vydlabaných, přibližně půlkulatých částí. Spodní, zpravidla delší část, se při stavbě hráze osazovala jako první. Po pečlivém osazení se na ni připevnila část vrchní, která musela být natolik pevná, aby udržela množství zeminy a kamení, které se na ni poté navršily. Pokud po navršení zeminy se vrchní část sesula či přímo praskla, bylo třeba nasypanou část hráze odkopat a troubu ustavit znovu. Vzhledem k technické náročnosti osazování výpustních trub se jednalo o práci pro ty nejzkušenější rybníkáře a zdárné osazení trouby znamenalo důvod k oslavě. U větších nádrží bylo osazováno několik výpustních trub vedle sebe.

## Galerie

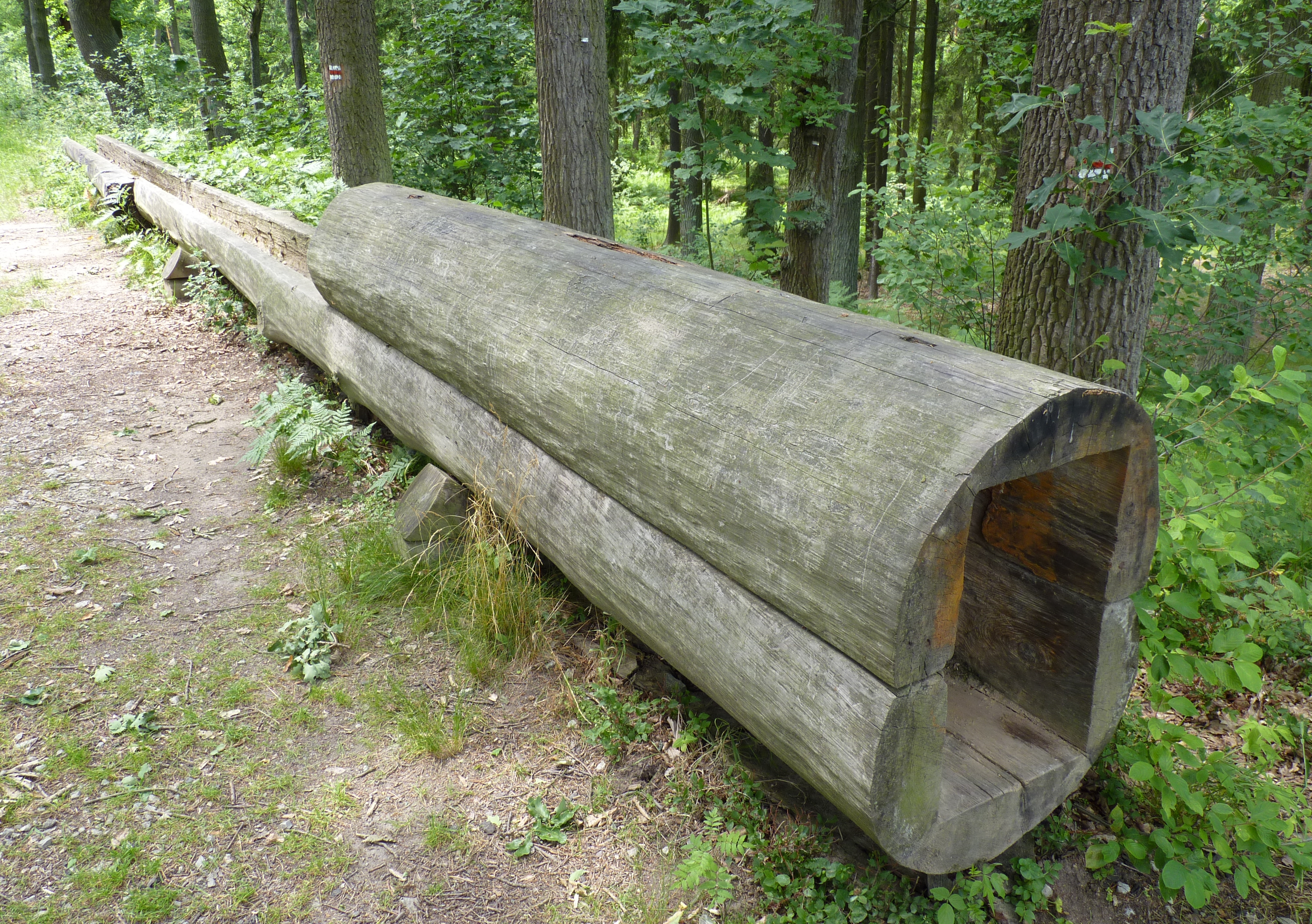
Klasická dřevěná výpustní trouba
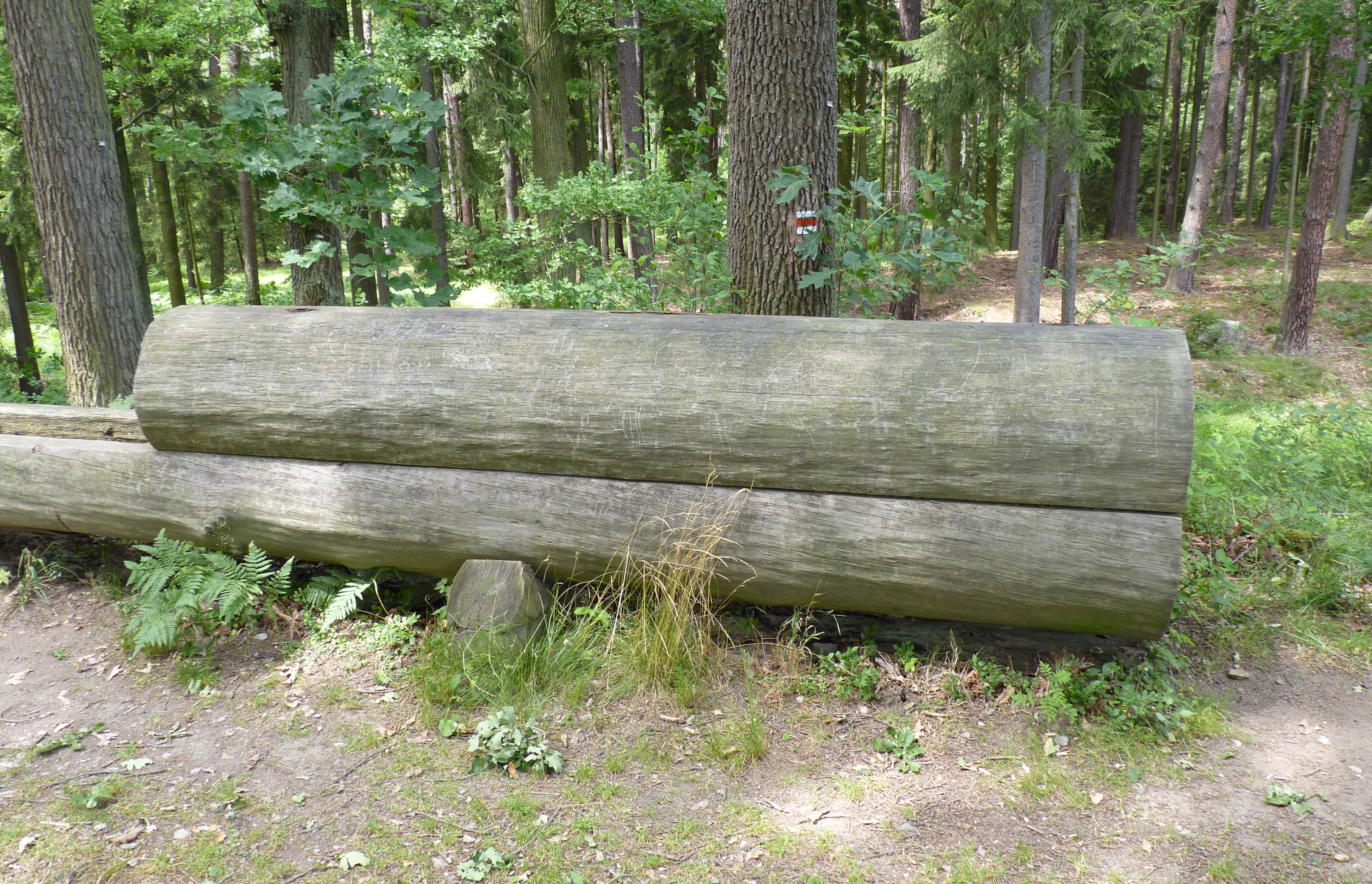
Horní a spodní část výpustní trouby
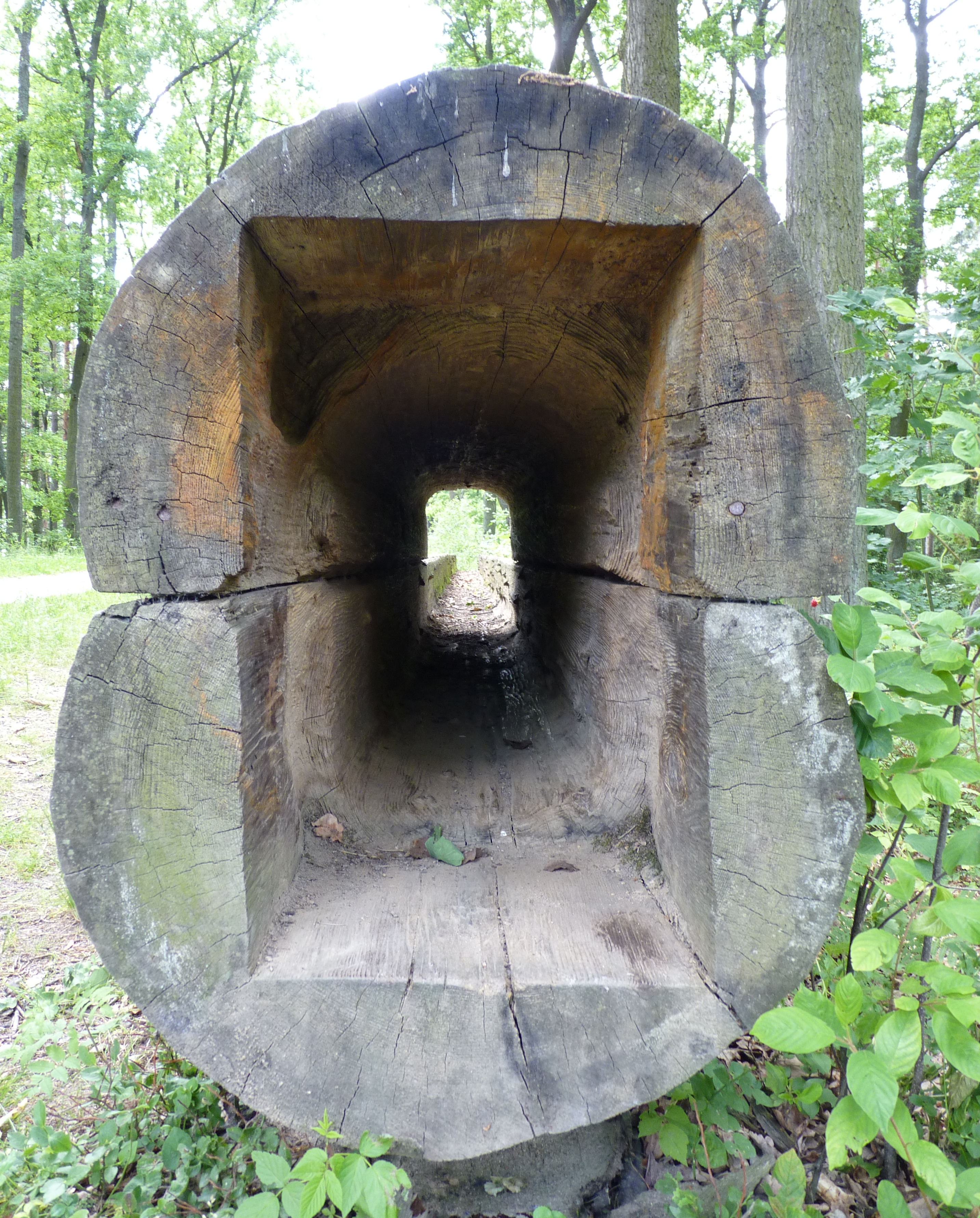
Detail spojů, které musely být velmi přesné (v případě nerovností se mezírky utěsňovaly mechem)